# Yesterday Once More (film, 2004)
Pour les articles homonymes, voir Yesterday Once More.
Pour plus de détails, voir Fiche technique et Distribution.
Yesterday Once More (龍鳳鬥, Lung fung dau) est un film hongkongais réalisé par Johnnie To, sorti en 2004.

## Synopsis
M. et Mme To forment un couple divorcé. Leur dernière dispute avant le divorce concernait le partage d'un butin… car M. et Mme To sont des voleurs professionnels ! Maintenant que Mme To se remarie, un collier de grande valeur va être dérobé. Est-ce la marié, par avidité, ou est-ce son ex-mari, par jalousie ?

## Fiche technique
- Titre : Yesterday Once More
- Titre original : 龍鳳鬥 (Lung fung dau)
- Réalisation : Johnnie To
- Scénario : Au Kin-yee
- Musique : Ben Cheung, Chi Wing Chung
- Pays d'origine : Hong Kong
- Genre : Comédie romantique et film de casse
- Durée : 98 minutes

## Distribution
- Sammi Cheng : Mme To
- Andy Lau : M. To
- Jenny Hu : Mme Allen
- Carl Ng : Steve
- Gordon Lam : L'expert de l'assurance
- Hui Shiu-hung : L'un des deux enquêteurs envoyés par Mme Allen pour aller surveiller M. et Mme To
- Courtney Wu : Propriétaire du cellier

## Version française
- Société de doublage : NDE Production
- Direction artistique : Antony Delclève
- Adaptation des dialogues : Frédéric Alameunière
- Enregistrement et mixage :